# نبيلة النمر
نبيلة راشد صدقي عبد الكريم النمر (أم اللطف؛ 2 فبراير 1938 – 26 يونيو 2024) هي مناضلة فلسطينية، من مواليد مدينة نابلس، كان لها دور مؤسس في بدايات انطلاق الثورة الفلسطينية المعاصرة، وأسهمت في تأسيس لجنة المرأة في حركة فتح، بالتزامن مع تأسيس الحركة عام 1965، وهي ابنة راشد صدقي النمر، الوزير والنائب السابق في البرلمان الأردني في ستينيات القرن الماضي.

## حياتها
النمر من مواليد 2 فبراير 1938 لعائلة آغا النمر في نابلس إبان فترة الانتداب البريطاني على فلسطين.
درست في جامعة القاهرة في أوائل ستينيات القرن العشرين، وانتسبت إلى حركة فتح أثناء دراستها الجامعية، انتقلت بعدها إلى الكويت للتدريس. وشاركت في تأسيس رابطة المرأة الفلسطينية، إلى جانب سلمى الخضراء الجيوسي وسميرة أبو غزالة وغادة القدومي وسلوى الخطيب. وعملت في صحيفة الاتحاد النسائي في دمشق بعد حرب عام 1967. انتخبت عضواً في اللجنة التنفيذية لاتحاد المرأة الفلسطينية، وعملت في دائرة الشؤون العربية في مقر جامعة الدول العربية حتى عام 1979. ثم انتخبت عضوا في المجلس الثوري لحركة فتح في المؤتمر الخامس للحركة عام 1988، وفي الفترة نفسها عينت نائباً للأمين العام المساعد لجامعة الدول العربية لشؤون فلسطين، وكانت أول امرأة تشارك في مؤتمر القمة العربية المنعقد في بغداد، كما ساهمت في تشكيل المجلس العربي للطفولة والتنمية عام 1989. عينت عام 2011 عضواً في المجلس الاستشاري لحركة فتح.

### حياتها الشخصية
تزوجت من السياسي الفلسطيني فاروق القدومي، رئيس الدائرة السياسية ووزير الخارجية في منظمة التحرير الفلسطينية.

## وفاتها
تُوفيت مساء يوم 26 يونيو 2024، ودُفنت في مقبرة سحاب بالأردن يوم 27 يونيو 2024.